# ایکه موند
ایکه موند (انگلیسی: Eike Mund؛ زادهٔ ۳ مارس ۱۹۸۸) بازیکن فوتبال اهل آلمان است.